# Arnaud Gaudet
Arnaud Gaudet (Sainte-Agathe-des-Monts, 10 de agosto de 2000) es un deportista canadiense que compite en snowboard. Ganó una medalla de bronce en el Campeonato Mundial de Snowboard de 2023, en la prueba de eslalon paralelo.

## Medallero internacional
| Campeonato Mundial | Campeonato Mundial  | Campeonato Mundial | Campeonato Mundial |
| Año                | Lugar               | Medalla            | Prueba             |
| ------------------ | ------------------- | ------------------ | ------------------ |
| 2023               | Bakuriani (Georgia) | Medalla de bronce  | Eslalon paralelo   |